# Molí de la Cadena

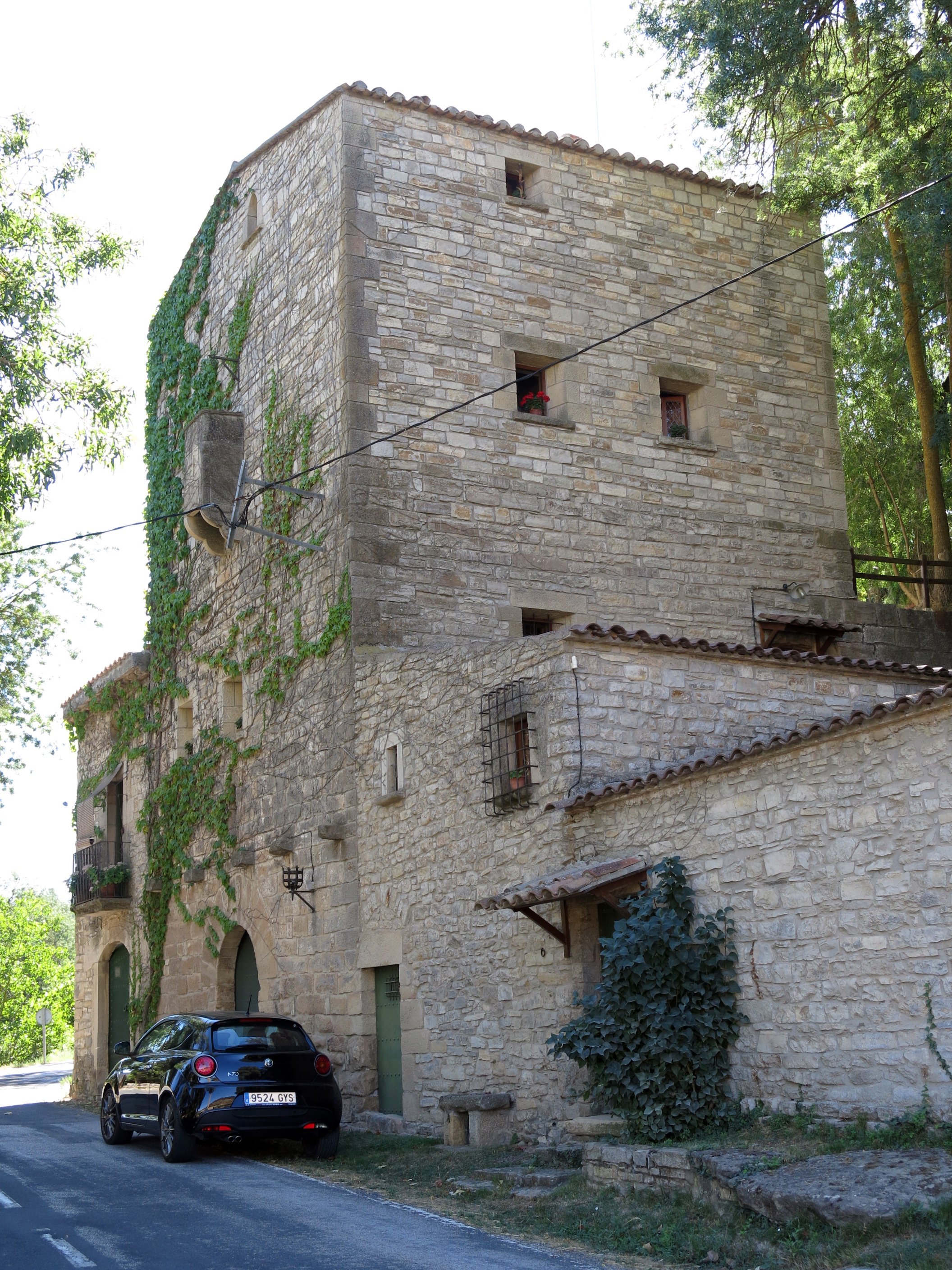
Molí de dalt

El Molí de la Cadena o de Solicrup, és un molí fariner documentat per primer cop al segle xi. Com que el molí de la cadena són dos edificis diferenciats reben el nom del molí de la Cadena de Dalt i el Molí de la Cadena de Baix. Es troben entre els nuclis urbans de Vallfogona de Riucorb i Guimerà.

## Història
El primer document que menciona aquest molí data del 1178, i ho fa amb el nom de Molí de Solicrup. Posteriorment el molí va pertànyer durant segles a l'Ordre dels Templers, per això al molí es poden veure marcades sobre la pedra la creu templària. Aquest molí és un molí que (a diferència de molins més moderns) està fortificat, per evitar els saquejos que els Sarraïns que feien per aquella zona. Molt temps després cap al segle xix es construí el Molí de Baix, que continuà servint com a molí fariner fins a la segona meitat del segle xx. Actualment tots dos molins són propietat privada i han estat restaurats car després d'anys de pràcticament abandonament estava força malmès. A més a més dels molins, també es conserva una xemeneia de vapor de quan el molí va passar a ser un molí de vapor, que es feia servir quan no hi havia prou aigua al riu.

## Molí de Dalt
Aquest és el més antic dels edificis i el que té més valor històric i arquitectònic. L'edifici consta d'una volta, on es molia el blat i una torassa medieval que conté uns arcs de pedra, documentats per la raresa de trobar en perfecte estat uns arcs d'aquelles característiques .També destaca el mataàs defensiu. A més a més té un edifici annexionat que van construir els moliners com a habitatge més comòde al segle xix. El molí de dalt té una bassa que antigament es feia servir per emmagatzemar l'aigua per poder-la aprofitar per poder moldre el blat. La bassa estava connectada a un pou, d'allà queia l'aigua a la boveda del molí, on s'aprofitava la força de l'aigua per moldre el blat. L'aigua de la bassa prové de la séquia del Riu Seniol. Aquesta séquia encara funciona ja que els propietaris del Molí de dalt han intentat mantenir-la fins a l'actualitat. Antigament la séquia regava tots els camps que hi havia del riu fins al Molí, però actualment només es fa servir per l'estany del molí. Aquest molí és molt semblant a un altre molí datat del segle xiii anomenat molí de l'Albió.

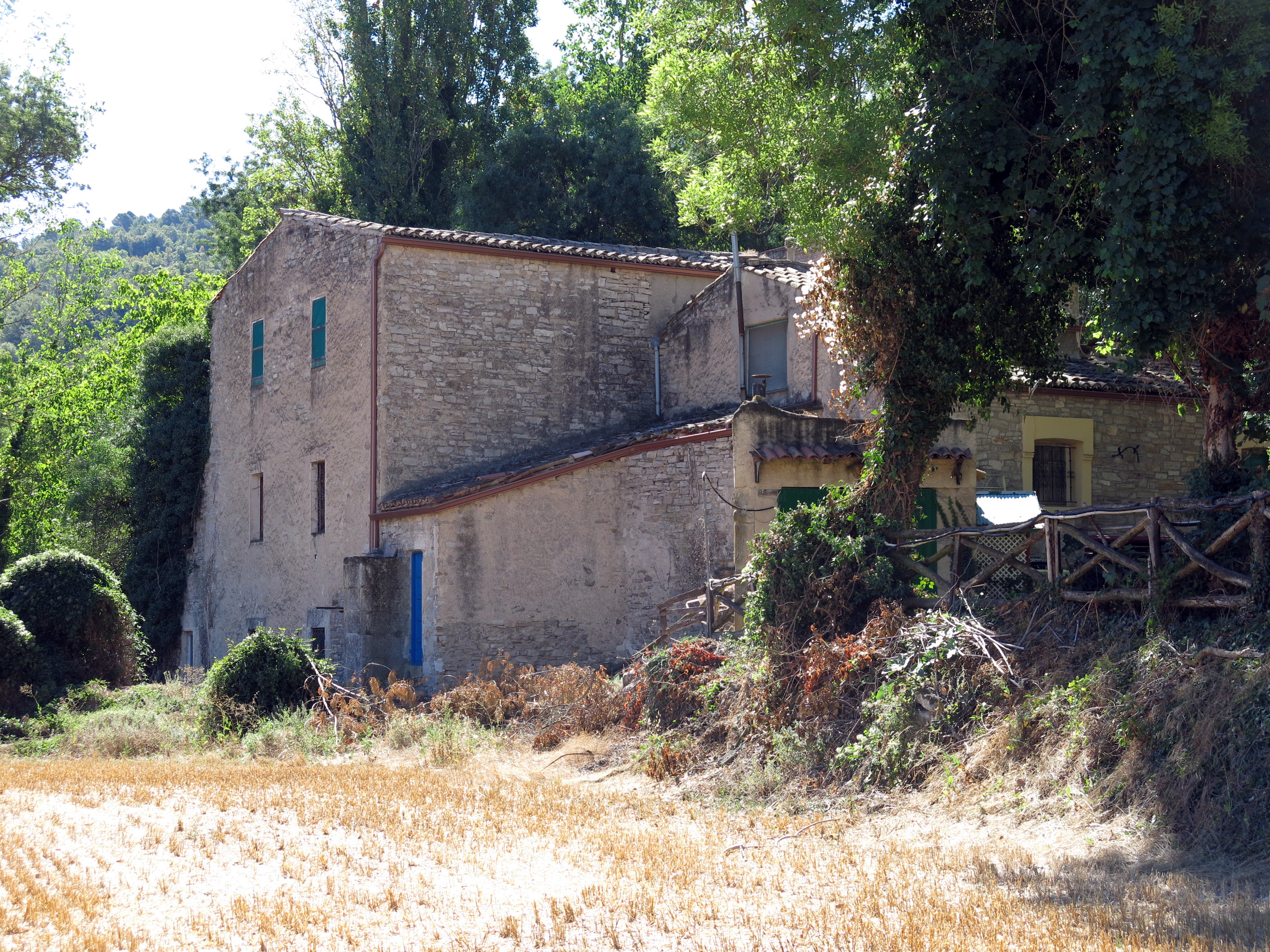
Molí de Baix

## Molí de Baix
El Molí de baix es va construir per millorar l'eficiència de l'altre. La majori part de l'edifici és del segle dinou, mes també té unes bovedes molt antigues que es on es molia el blat. Aquest molí tenia més eficiència puix en estar més avall de la bassa, l'aigua queia amb més força. Antigament també tenia una séquia que venia del Riu Corb (que passa pels mateixos terrenys) però actualment s'ha perdut. El molí de baix es va convertir en El moli de vapor de la cadena.

## El Nom
El Molí de la cadena rep aquest nom perquè la zona on s'ajunten el riu Seniol i el Corb s'anomena així. La diferència de nom entre el molí de dalt i el de baix rau en el fet que el molí de dalt és a la part alta de la muntanya i el de baix, a la baixa.